# Габашвили, Георгий Иванович
Георгий (Гиго) Иванович Габашвили (груз. გიორგი [გიგო] ივანეს ძე გაბაშვილი, 21 ноября 1862, Тифлис — 28 октября 1936, Цихисдзири, Грузия) — грузинский художник и педагог, крупнейший представитель грузинского реалистического искусства второй половины XIX— начала XX века. Его труды имели большое влияние, как родоначальника грузинской реалистической школы, создавшего большое количество полотен — портретов, пейзажей, сцен из повседневной жизни — выполненных маслом и акварелью. Народный художник Грузинской ССР (1929).

## Биография

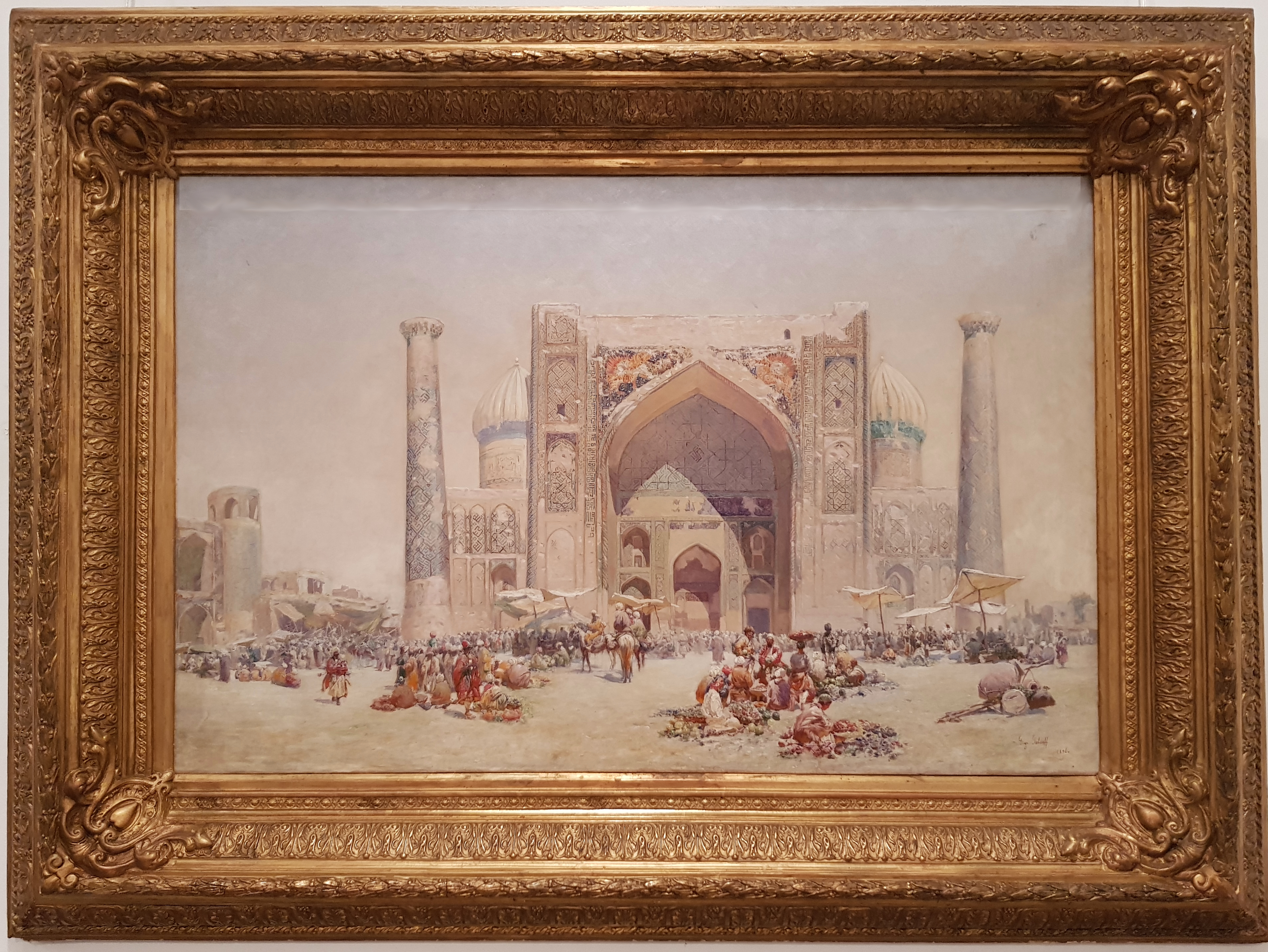
Г. Габашвили. «Базар в Самарканде». 1890-е

Габашвили учился в петербургской Академии художеств (1886—1888 гг; вольнослушатель в батальном классе Б. П. Виллевальде) и в мюнхенской Академии художеств (1894—1897 гг.). По возвращении на родину стал первым грузинским художником, удостоившимся проведения персональной выставки в Тифлисе. В 1900—1920 гг. преподавал в художественной школе. Габашвили стал одним из основателей и первых профессоров Тбилисской академии художеств (1922). Ему было присвоено звание народного художника Грузинской ССР (1929). Среди его учеников: Елена Ахвледиани, Аполлон Кутателадзе.
Создал яркую галерею портретов-типов горожан, крестьян, дворян («Три горожанина», 1893; «Спящий хевсур», 1898; «Пьяный хевсур», 1899; «Курд», 1903—1909; «Три генерала», 1910 и т. д.), в которых сочетаются бытовая сочность с чертами монументальности. Картины народной жизни находят отражение в многофигурных сюжетных композициях Габашвили: «Базар в Самарканде» (варианты 1894, 1895, 1896, 1897), «Бассейн Диван-беги в Бухаре» (1897), «Алавердоба» («Храмовый праздник»; 1899). Габашвили также писал портреты (Ильи Чавчавадзе, между 1903—1905; Николая Николадзе, 1926; и др.), пейзажи, натюрморты. Все названные произведения Габашвили выставлены в Музее искусств Грузии в Тбилиси.

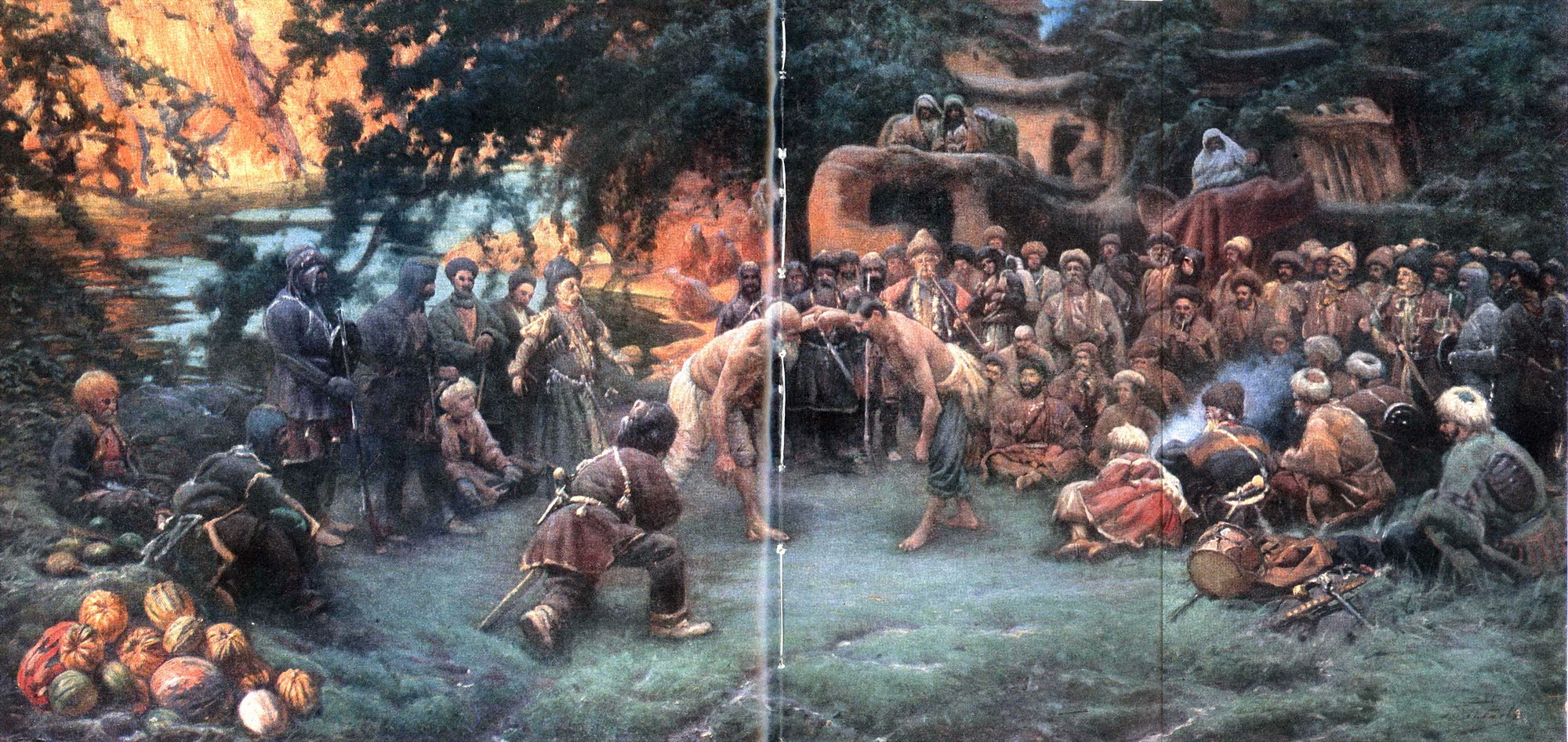
«Борьба»
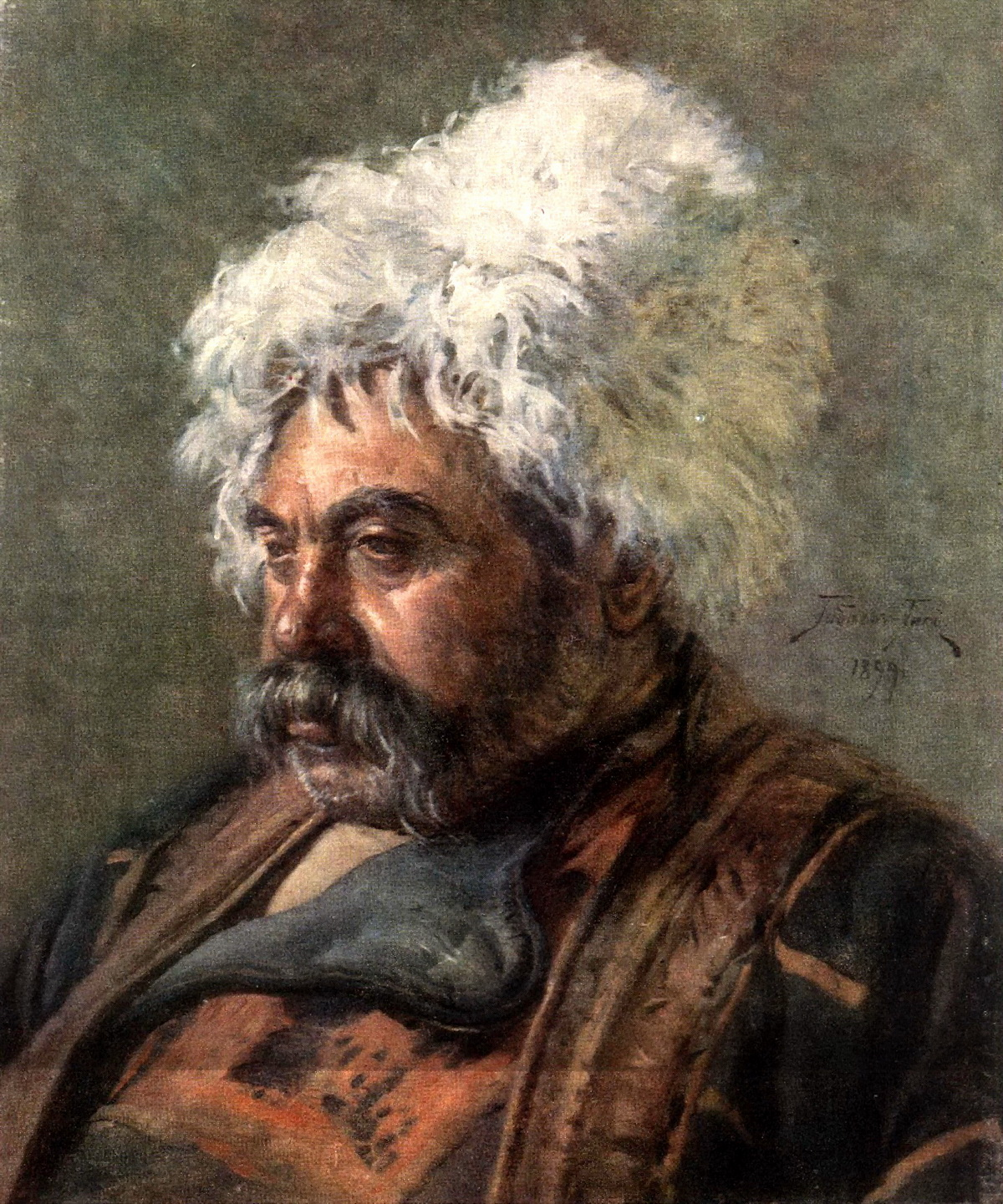
«Пьяный хевсур», 1899
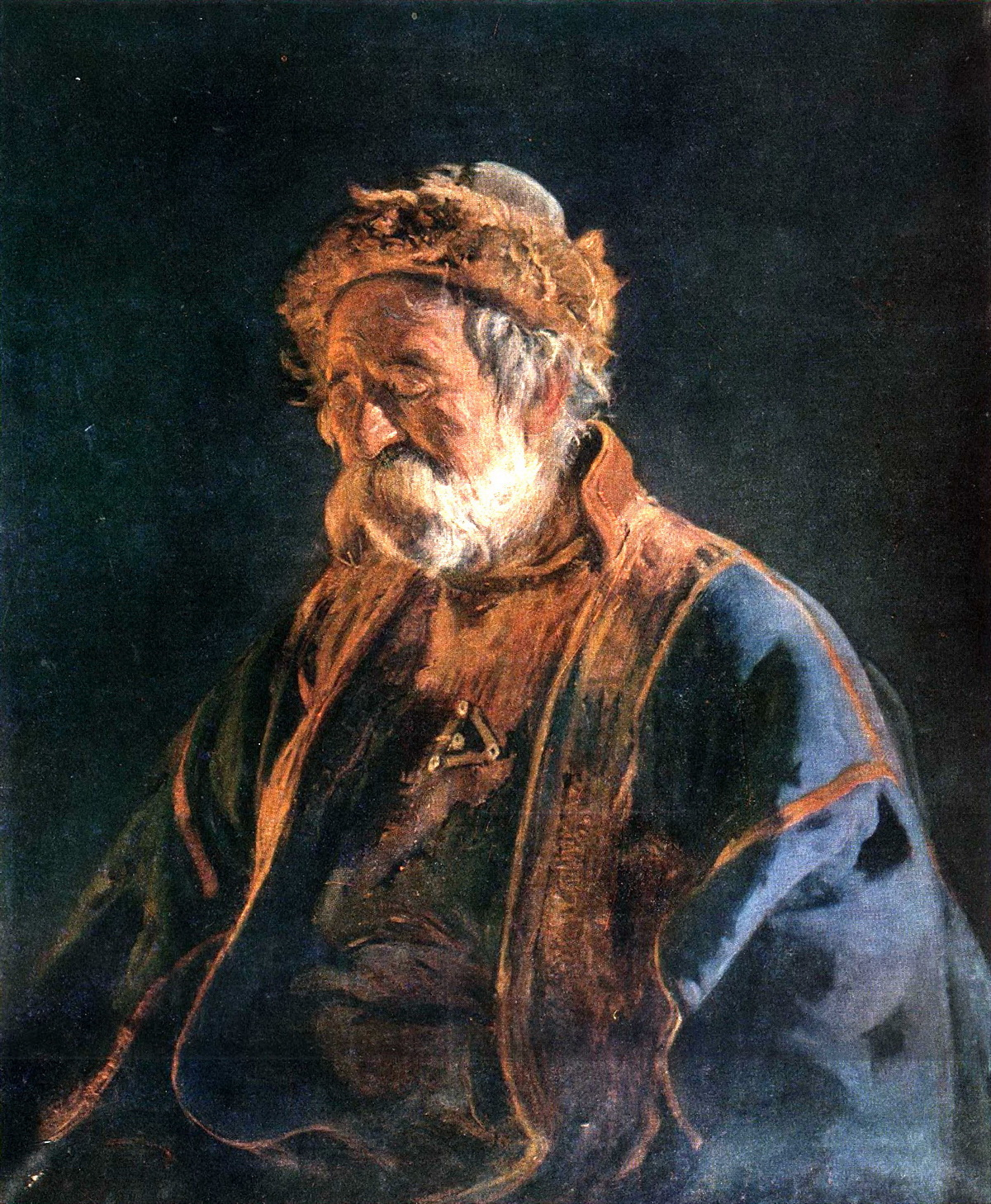
«Спящий хевсур», 1898
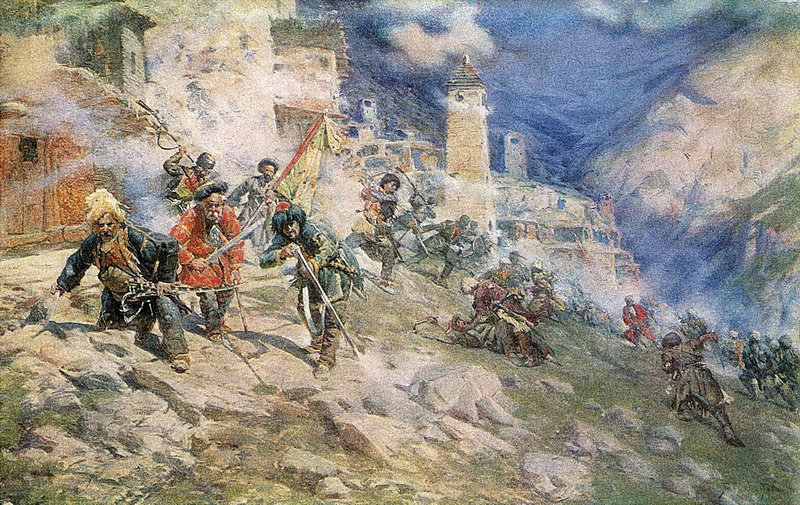
«Оборона Архоти»